# Magyarország a 2020-as úszó-Európa-bajnokságon
Magyarország a Budapesten megrendezett 2020-as úszó-Európa-bajnokság egyik részt vevő nemzete volt.

## Versenyzők száma
| Sportág, szakág  | Magyar résztvevő | Magyar résztvevő | Magyar résztvevő |
| Sportág, szakág  | Férfi            | Nő               | Össz.            |
| Úszás            | 31               | 30               | 61               |
| Nyílt vízi úszás | 5                | 5                | 10               |
| Szinkronúszás    | 0                | 11               | 11               |
| Műugrás          | 1                | 4                | 5                |
| Összesen         | 35               | 48               | 83*              |

* – Négy versenyző (Rasovszky Kristóf, Betlehem Dávid, Olasz Anna és Vas Luca) nyílt vízi és medencés úszószámokban egyaránt részt vett.

## Érmesek
| Érem  | Versenyző | Versenyszám      | Versenyszám          | Dátum           |
| ----- | --- | ---------------- | -------------------- | --------------- |
| Arany | Hosszú Katinka | úszás            | Női 400 m vegyes     | 2021. május 17. |
| Arany | Milák Kristóf | úszás            | Férfi 200 m pillangó | 2021. május 19. |
| Arany | Kapás Boglárka | úszás            | Női 200 m pillangó   | 2021. május 20. |
| Arany | Szabó Szebasztián | úszás            | Férfi 50 m pillangó  | 2021. május 21. |
| Arany | Milák Kristóf | úszás            | Férfi 100 m pillangó | 2021. május 23. |
| Ezüst | Olasz Anna | nyílt vízi úszás | Női 10 km            | 2021. május 13. |
| Ezüst | Mihályvári-Farkas Viktória | úszás            | Női 400 m vegyes     | 2021. május 17. |
| Ezüst | Hosszú Katinka | úszás            | Női 200 m pillangó   | 2021. május 20. |
| Ezüst | Jakabos Zsuzsanna Fábián Fanni Veres Laura Kapás Boglárka Verrasztó Evelyn                                                                                   | úszás            | Női 4 × 200 m gyors  | 2021. május 21. |
| Bronz | Barta Niké Csilling Katalin Farkas Dóra Linda Gács Boglárka Götz Lilien Hatala Hanna Hungler Szabina Mercédesz Regényi Adelin Rényi Luca Szabó Anna Viktória | szinkronúszás    | Highlight kűr        | 2021. május 15. |
| Bronz | Betlehem Dávid Olasz Anna Rasovszky Kristóf Rohács Réka | nyílt vízi úszás | Csapat               | 2021. május 15. |
| Bronz | Kenderesi Tamás | úszás            | Férfi 200 m pillangó | 2021. május 19. |
| Bronz | Hosszú Katinka | úszás            | Női 200 m vegyes     | 2021. május 22. |
| Bronz | Burián Katalin | úszás            | Női 200 m hát        | 2021. május 23. |
| Bronz | Kapás Boglárka | úszás            | Női 400 m gyors      | 2021. május 23. |

## Úszás
Férfi
| Versenyző                                                                                | Versenyszám      | Előfutam     | Előfutam     | Előfutam     | Elődöntő | Elődöntő | Elődöntő | Döntő    | Döntő    |
| Versenyző                                                                                | Versenyszám      | Idő          | Hely.        | Össz.        | Idő      | Hely.    | Össz.    | Idő      | Helyezés |
| ---------------------------------------------------------------------------------------- | ---------------- | ------------ | ------------ | ------------ | -------- | -------- | -------- | -------- | -------- |
| Bernek Péter                                                                             | 200 m hát        | 1:59,07      | 4.           | 14.          | kiesett  | kiesett  | kiesett  | kiesett  | kiesett  |
| Bernek Péter                                                                             | 400 m vegyes     | 4:13,83      | 2.           | 2.           |          |          |          | 4:14,33  | 6.       |
| Betlehem Dávid                                                                           | 1500 m gyors     | 15:18,18     | 7.           | 12.          |          |          |          | kiesett  | kiesett  |
| Biczó Bence                                                                              | 200 m pillangó   | 1:58,73      | 5.           | 22.          | kiesett  | kiesett  | kiesett  | kiesett  | kiesett  |
| Bohus Richárd                                                                            | 50 m hát         | 25,08        | 3.           | 9.           | 25,19    | 8.       | 11.      | kiesett  | kiesett  |
| Bohus Richárd                                                                            | 100 m hát        | 54,17        | 3.           | 12.          | 54,42    | 6.       | 12.      | kiesett  | kiesett  |
| Cseh László                                                                              | 200 m vegyes     | 1:58,46      | 2.           | 4.           | 1:58,45  | 3.       | 7.       | 1:58,04  | 4.       |
| Gál Olivér                                                                               | 50 m mell        | 27,64        | 2.           | 16.          | 27,79    | 8.       | 15.      | kiesett  | kiesett  |
| Gyurta Gergely                                                                           | 800 m gyors      | 8:03,83      | 4.           | 22.          |          |          |          | kiesett  | kiesett  |
| Gyurta Gergely                                                                           | 1500 m gyors     | 15:18,85     | 6.           | 13.          |          |          |          | kiesett  | kiesett  |
| Holló Balázs                                                                             | 200 m gyors      | visszalépett | visszalépett | visszalépett | kiesett  | kiesett  | kiesett  | kiesett  | kiesett  |
| Holló Balázs                                                                             | 400 m gyors      | 3:50,06      | 8.           | 16.          |          |          |          | kiesett  | kiesett  |
| Holló Balázs                                                                             | 200 m vegyes     | visszalépett | visszalépett | visszalépett | kiesett  | kiesett  | kiesett  | kiesett  | kiesett  |
| Holoda Péter                                                                             | 50 m gyors       | 22,44        | 2.           | 25.          | kiesett  | kiesett  | kiesett  | kiesett  | kiesett  |
| Holoda Péter                                                                             | 100 m gyors      | 49,50        | 9.           | 37.          | kiesett  | kiesett  | kiesett  | kiesett  | kiesett  |
| Holoda Péter                                                                             | 50 m pillangó    | 24,09        | 6.           | 34.          | kiesett  | kiesett  | kiesett  | kiesett  | kiesett  |
| Horváth Dávid                                                                            | 50 m mell        | visszalépett | visszalépett | visszalépett | kiesett  | kiesett  | kiesett  | kiesett  | kiesett  |
| Horváth Dávid                                                                            | 100 m mell       | 1:02,77      | 10.          | 59.          | kiesett  | kiesett  | kiesett  | kiesett  | kiesett  |
| Horváth Dávid                                                                            | 200 m mell       | 2:14,67      | 9.           | 34.          | kiesett  | kiesett  | kiesett  | kiesett  | kiesett  |
| Jászó Ádám                                                                               | 50 m hát         | 25,93        | 5.           | 35.          | kiesett  | kiesett  | kiesett  | kiesett  | kiesett  |
| Jászó Ádám                                                                               | 100 m hát        | 55,18        | 7.           | 32.          | kiesett  | kiesett  | kiesett  | kiesett  | kiesett  |
| Jászó Ádám                                                                               | 200 m hát        | 2:02,20      | 10.          | 34.          | kiesett  | kiesett  | kiesett  | kiesett  | kiesett  |
| Kalmár Ákos                                                                              | 400 m gyors      | 3:54,18      | 10.          | 26.          |          |          |          | kiesett  | kiesett  |
| Kalmár Ákos                                                                              | 800 m gyors      | 7:56,56      | 6.           | 15.          |          |          |          | kiesett  | kiesett  |
| Kalmár Ákos                                                                              | 1500 m gyors     | 15:02,97     | 1.           | 4.           |          |          |          | 15:04,61 | 6.       |
| Kenderesi Tamás                                                                          | 200 m pillangó   | 1:57,02      | 3.           | 9.           | 1:54,37  | 1.       | 1.       | 1:54,43  |          |
| Kós Hubert                                                                               | 100 m pillangó   | 51,93        | 4.           | 12.          | kiesett  | kiesett  | kiesett  | kiesett  | kiesett  |
| Kós Hubert                                                                               | 200 m vegyes     | 1:58,87      | 3.           | 6.           | 1:56,99  | 1.       | 1.       | 1:58,12  | 5.       |
| Kovács Benedek                                                                           | 50 m hát         | 25,53        | 9.           | 27.          | kiesett  | kiesett  | kiesett  | kiesett  | kiesett  |
| Kovács Benedek                                                                           | 100 m hát        | 54,29        | 4.           | 14.          | 54,36    | 5.       | 12.      | kiesett  | kiesett  |
| Kovács Benedek                                                                           | 200 m hát        | 1:58,84      | 4.           | 13.          | 1:58,20  | 6.       | 11.      | kiesett  | kiesett  |
| Kovacsics Márk                                                                           | 800 m gyors      | 8:09,98      | 8.           | 30.          |          |          |          | kiesett  | kiesett  |
| Kovacsics Márk                                                                           | 1500 m gyors     | 15:35,95     | 1.           | 17.          |          |          |          | kiesett  | kiesett  |
| Kutasi Máté                                                                              | 100 m mell       | 1:03,28      | 10.          | 64.          | kiesett  | kiesett  | kiesett  | kiesett  | kiesett  |
| Kutasi Máté                                                                              | 200 m mell       | 2:14,52      | 9.           | 32.          | kiesett  | kiesett  | kiesett  | kiesett  | kiesett  |
| Márton Richárd                                                                           | 50 m pillangó    | 24,57        | 10.          | 53.          | kiesett  | kiesett  | kiesett  | kiesett  | kiesett  |
| Márton Richárd                                                                           | 100 m pillangó   | 53,64        | 9.           | 43.          | kiesett  | kiesett  | kiesett  | kiesett  | kiesett  |
| Milák Kristóf                                                                            | 50 m gyors       | visszalépett | visszalépett | visszalépett | kiesett  | kiesett  | kiesett  | kiesett  | kiesett  |
| Milák Kristóf                                                                            | 100 m gyors      | 48,72        | 3.           | 13.          | kiesett  | kiesett  | kiesett  | kiesett  | kiesett  |
| Milák Kristóf                                                                            | 200 m gyors      | 1:47,27      | 1.           | 4.           | 1:46,77  | 3.       | 7.       | 1:45,74  | 5.       |
| Milák Kristóf                                                                            | 400 m gyors      | 3:51,59      | 9.           | 20.          |          |          |          | kiesett  | kiesett  |
| Milák Kristóf                                                                            | 50 m pillangó    | 23,67        | 7.           | 21.          | kiesett  | kiesett  | kiesett  | kiesett  | kiesett  |
| Milák Kristóf                                                                            | 100 m pillangó   | 50,64        | 1.           | 1.           | 50,62    | 1.       | 1.       | 50,18    |          |
| Milák Kristóf                                                                            | 200 m pillangó   | 1:54,38      | 1.           | 1.           | 1:54,72  | 2.       | 2.       | 1:51,10  |          |
| Németh Nándor                                                                            | 50 m gyors       | 22,44        | 8.           | 25.          | kiesett  | kiesett  | kiesett  | kiesett  | kiesett  |
| Németh Nándor                                                                            | 100 m gyors      | 48,38        | 2.           | 8.           | 48,02    | 3.       | 4.       | 47,84    | 4.       |
| Németh Nándor                                                                            | 200 m gyors      | visszalépett | visszalépett | visszalépett | kiesett  | kiesett  | kiesett  | kiesett  | kiesett  |
| Rasovszky Kristóf                                                                        | 800 m gyors      | 7:56,27      | 3.           | 14.          |          |          |          | kiesett  | kiesett  |
| Sós Dániel                                                                               | 200 m vegyes     | 2:00,54      | 6.           | 19.          | kiesett  | kiesett  | kiesett  | kiesett  | kiesett  |
| Sós Dániel                                                                               | 400 m vegyes     | 4:24,29      | 8.           | 20.          |          |          |          | kiesett  | kiesett  |
| Szabó Szebasztián                                                                        | 100 m gyors      | 48,59        | 5.           | 11.          | 48,87    | 5.       | 11.      | kiesett  | kiesett  |
| Szabó Szebasztián                                                                        | 50 m pillangó    | 23,03        | 1.           | 1.           | 23,10    | 2.       | 3.       | 23,00    |          |
| Szabó Szebasztián                                                                        | 100 m pillangó   | 51,66        | 1.           | 5.           | 51,45    | 3.       | 6.       | 51,86    | 8.       |
| Szentes Bence                                                                            | 50 m hát         | 25,29        | 5.           | 17.          | kiesett  | kiesett  | kiesett  | kiesett  | kiesett  |
| Szöllősi Martin                                                                          | 50 m mell        | 28,52        | 8.           | 46.          | kiesett  | kiesett  | kiesett  | kiesett  | kiesett  |
| Takács Tamás                                                                             | 50 m mell        | 28,43        | 6.           | 42.          | kiesett  | kiesett  | kiesett  | kiesett  | kiesett  |
| Takács Tamás                                                                             | 100 m mell       | 1:01,50      | 7.           | 38.          | kiesett  | kiesett  | kiesett  | kiesett  | kiesett  |
| Telegdy Ádám                                                                             | 100 m hát        | 54,53        | 6.           | 19.          | kiesett  | kiesett  | kiesett  | kiesett  | kiesett  |
| Telegdy Ádám                                                                             | 200 m hát        | 1:57,22      | 3.           | 5.           | 1:56,17  | 2.       | 3.       | 1:56,67  | 5.       |
| Török Dominik Márk                                                                       | 100 m mell       | 1:03,19      | 4.           | 62.          | kiesett  | kiesett  | kiesett  | kiesett  | kiesett  |
| Török Dominik Márk                                                                       | 200 m mell       | 2:15,95      | 8.           | 39.          | kiesett  | kiesett  | kiesett  | kiesett  | kiesett  |
| Török Dominik Márk                                                                       | 200 m pillangó   | 1:58,88      | 9.           | 23.          | kiesett  | kiesett  | kiesett  | kiesett  | kiesett  |
| Török Dominik Márk                                                                       | 400 m vegyes     | 4:19,67      | 1.           | 12.          |          |          |          | kiesett  | kiesett  |
| Verrasztó Dávid                                                                          | 400 m vegyes     | 4:13,39      | 1.           | 1.           |          |          |          | 4:12,15  | 4.       |
| Zombori Gábor                                                                            | 200 m gyors      | 1:48,84      | 6.           | 25.          | kiesett  | kiesett  | kiesett  | kiesett  | kiesett  |
| Zombori Gábor                                                                            | 400 m gyors      | 3:48,88      | 7.           | 12.          |          |          |          | kiesett  | kiesett  |
| Németh Nándor Szabó Szebasztián Bohus Richárd Milák Kristóf (Kozma Dominik Holoda Péter) | 4 × 100 m gyors  | 3:15,61      | 3.           | 8.           |          |          |          | 3:12,50  | 4.       |
| Kozma Dominik Zombori Gábor Márton Richárd Németh Nándor                                 | 4 × 200 m gyors  | 7:16,05      | 6.           | 10.          |          |          |          | kiesett  | kiesett  |
| Kovács Benedek Takács Tamás Kós Hubert Németh Nándor                                     | 4 × 100 m vegyes | 3:36,05      | 5.           | 10.          |          |          |          | kiesett  | kiesett  |

Női
| Versenyző                                                                    | Versenyszám      | Előfutam     | Előfutam     | Előfutam     | Elődöntő | Elődöntő | Elődöntő | Döntő    | Döntő    |
| Versenyző                                                                    | Versenyszám      | Idő          | Hely.        | Össz.        | Idő      | Hely.    | Össz.    | Idő      | Helyezés |
| ---------------------------------------------------------------------------- | ---------------- | ------------ | ------------ | ------------ | -------- | -------- | -------- | -------- | -------- |
| Békési Eszter                                                                | 100 m mell       | 1:10,36      | 10.          | 46.          | kiesett  | kiesett  | kiesett  | kiesett  | kiesett  |
| Békési Eszter                                                                | 200 m mell       | 2:28,81      | 7.           | 25.          | kiesett  | kiesett  | kiesett  | kiesett  | kiesett  |
| Bordás Beatrix                                                               | 50 m gyors       | 25,83        | 3.           | 37.          | kiesett  | kiesett  | kiesett  | kiesett  | kiesett  |
| Bordás Beatrix                                                               | 50 m pillangó    | 26,65        | 7.           | 19.          | 26,69    | 8.       | 16.      | kiesett  | kiesett  |
| Burián Katalin                                                               | 50 m hát         | 28,47        | 8.           | 19.          | kiesett  | kiesett  | kiesett  | kiesett  | kiesett  |
| Burián Katalin                                                               | 100 m hát        | 1:00,46      | 5.           | 10.          | 1:00,18  | 5.       | 10.      | kiesett  | kiesett  |
| Burián Katalin                                                               | 200 m hát        | 2:09,54      | 1.           | 3.           | 2:08,89  | 2.       | 3.       | 2:07,87  |          |
| Csulák Lia                                                                   | 1500 m gyors     | 16:44,64     | 1.           | 12.          |          |          |          | kiesett  | kiesett  |
| Fábián Bettina                                                               | 400 m gyors      | 4:13,83      | 5.           | 11.          |          |          |          | kiesett  | kiesett  |
| Fábián Bettina                                                               | 800 m gyors      | 8:51,41      | 7.           | 14.          |          |          |          | kiesett  | kiesett  |
| Fábián Fanni                                                                 | 200 m gyors      | 2:00,58      | 6.           | 18.          | 2:00,06  | 7.       | 14.      | kiesett  | kiesett  |
| Fábián Fanni                                                                 | 400 m gyors      | 4:15,94      | 8.           | 23.          |          |          |          | kiesett  | kiesett  |
| Gál Kincső                                                                   | 800 m gyors      | 9:00,02      | 9.           | 20.          |          |          |          | kiesett  | kiesett  |
| György Réka                                                                  | 200 m vegyes     | 2:13,58      | 4.           | 14.          | kiesett  | kiesett  | kiesett  | kiesett  | kiesett  |
| Gyurinovics Fanni                                                            | 100 m gyors      | 55,04        | 2.           | 18.          | 55,04    | 7.       | 15.      | kiesett  | kiesett  |
| Halmai Petra                                                                 | 50 m mell        | 31,78        | 3.           | 27.          | kiesett  | kiesett  | kiesett  | kiesett  | kiesett  |
| Halmai Petra                                                                 | 100 m mell       | 1:08,70      | 9.           | 26.          | kiesett  | kiesett  | kiesett  | kiesett  | kiesett  |
| Halmai Petra                                                                 | 200 m mell       | 2:27,20      | 5.           | 15.          | 2:26,10  | 6.       | 12.      | kiesett  | kiesett  |
| Hatházi Dóra                                                                 | 100 m pillangó   | 1:00,54      | 8.           | 29.          | kiesett  | kiesett  | kiesett  | kiesett  | kiesett  |
| Hatházi Dóra                                                                 | 200 m pillangó   | 2:10,75      | 5.           | 10.          | kiesett  | kiesett  | kiesett  | kiesett  | kiesett  |
| Hosszú Katinka                                                               | 200 m pillangó   | 2:08,36      | 1.           | 2.           | 2:08,75  | 1.       | 2.       | 2:08,14  |          |
| Hosszú Katinka                                                               | 200 m vegyes     | 2:11,57      | 1.           | 2.           | 2:10,66  | 1.       | 2.       | 2:10,12  |          |
| Hosszú Katinka                                                               | 400 m vegyes     | 4:37,42      | 1.           | 1.           |          |          |          | 4:34,76  |          |
| Jakabos Zsuzsanna                                                            | 200 m pillangó   | 2:09,35      | 2.           | 4.           | kiesett  | kiesett  | kiesett  | kiesett  | kiesett  |
| Jakabos Zsuzsanna                                                            | 400 m vegyes     | 4:40,50      | 3.           | 5.           |          |          |          | kiesett  | kiesett  |
| Kalmár Alíz                                                                  | 50 m mell        | 32,67        | 6.           | 47.          | kiesett  | kiesett  | kiesett  | kiesett  | kiesett  |
| Kalmár Alíz                                                                  | 100 m mell       | 1:10,95      | 7.           | 54.          | kiesett  | kiesett  | kiesett  | kiesett  | kiesett  |
| Kalmár Alíz                                                                  | 200 m mell       | 2:32,41      | 8.           | 39.          | kiesett  | kiesett  | kiesett  | kiesett  | kiesett  |
| Kapás Boglárka                                                               | 400 m gyors      | 4:09,02      | 1.           | 2.           |          |          |          | 4:06,90  |          |
| Kapás Boglárka                                                               | 200 m pillangó   | 2:07,61      | 1.           | 1.           | 2:07,25  | 1.       | 1.       | 2:06,50  |          |
| Kapás Boglárka                                                               | 400 m vegyes     | 4:40,03      | 1.           | 3.           |          |          |          | kiesett  | kiesett  |
| Késely Ajna                                                                  | 200 m gyors      | 2:00,66      | 5.           | 20.          | kiesett  | kiesett  | kiesett  | kiesett  | kiesett  |
| Késely Ajna                                                                  | 400 m gyors      | 4:09,14      | 2.           | 4.           |          |          |          | 4:07,42  | 4.       |
| Késely Ajna                                                                  | 800 m gyors      | 8:35,71      | 3.           | 6.           |          |          |          | 8:27,31  | 4.       |
| Késely Ajna                                                                  | 1500 m gyors     | 16:20,25     | 5.           | 6.           |          |          |          | 16:10,50 | 4.       |
| Mihályvári-Farkas Viktória                                                   | 1500 m gyors     | 16:14,12     | 2.           | 2.           |          |          |          | 16:17,27 | 6.       |
| Mihályvári-Farkas Viktória                                                   | 400 m vegyes     | 4:38,07      | 2.           | 2.           |          |          |          | 4:36,81  |          |
| Nyirádi Réka                                                                 | 200 m hát        | 2:10,44      | 1.           | 5.           | kiesett  | kiesett  | kiesett  | kiesett  | kiesett  |
| Nyirádi Réka                                                                 | 100 m pillangó   | 1:01,90      | 7.           | 44.          | kiesett  | kiesett  | kiesett  | kiesett  | kiesett  |
| Olasz Anna                                                                   | 1500 m gyors     | 16:48,87     | 7.           | 15.          |          |          |          | kiesett  | kiesett  |
| Ollé Mónika                                                                  | 50 m gyors       | 26,38        | 1.           | 49.          | kiesett  | kiesett  | kiesett  | kiesett  | kiesett  |
| Ollé Mónika                                                                  | 50 m pillangó    | 26,70        | 8.           | 24.          | kiesett  | kiesett  | kiesett  | kiesett  | kiesett  |
| Sebestyén Dalma                                                              | 100 m pillangó   | 59,10        | 5.           | 11.          | 58,85    | 7.       | 13.      | kiesett  | kiesett  |
| Sebestyén Dalma                                                              | 200 m vegyes     | 2:11,87      | 2.           | 4.           | 2:12,34  | 3.       | 8.       | 2:12,42  | 7.       |
| Senánszky Petra                                                              | 50 m gyors       | 24,99        | 1.           | 12.          | 24,97    | 7.       | 13.      | kiesett  | kiesett  |
| Senánszky Petra                                                              | 100 m gyors      | 55,51        | 4.           | 27.          | kiesett  | kiesett  | kiesett  | kiesett  | kiesett  |
| Szabó-Feltóthy Eszter                                                        | 50 m hát         | 29,70        | 4.           | 41.          | kiesett  | kiesett  | kiesett  | kiesett  | kiesett  |
| Szabó-Feltóthy Eszter                                                        | 100 m hát        | 1:01,99      | 3.           | 29.          | kiesett  | kiesett  | kiesett  | kiesett  | kiesett  |
| Szabó-Feltóthy Eszter                                                        | 200 m hát        | 2:09,72      | 2.           | 4.           | 2:09,97  | 3.       | 6.       | 2:10,19  | 7.       |
| Szilágyi Gerda                                                               | 50 m hát         | 29,39        | 6.           | 28.          | kiesett  | kiesett  | kiesett  | kiesett  | kiesett  |
| Szilágyi Gerda                                                               | 100 m hát        | 1:02,28      | 10.          | 33.          | kiesett  | kiesett  | kiesett  | kiesett  | kiesett  |
| Szilágyi Gerda                                                               | 200 m hát        | 2:14,36      | 7.           | 20.          | kiesett  | kiesett  | kiesett  | kiesett  | kiesett  |
| Sztankovics Anna                                                             | 50 m mell        | 31,09        | 6.           | 14.          | 31,04    | 7.       | 13.      | kiesett  | kiesett  |
| Sztankovics Anna                                                             | 100 m mell       | 1:10,19      | 10.          | 45.          | kiesett  | kiesett  | kiesett  | kiesett  | kiesett  |
| Ugrai Panna                                                                  | 100 m gyors      | visszalépett | visszalépett | visszalépett | kiesett  | kiesett  | kiesett  | kiesett  | kiesett  |
| Ugrai Panna                                                                  | 50 m pillangó    | visszalépett | visszalépett | visszalépett | kiesett  | kiesett  | kiesett  | kiesett  | kiesett  |
| Ugrai Panna                                                                  | 100 m pillangó   | 59,77        | 6.           | 21.          | kiesett  | kiesett  | kiesett  | kiesett  | kiesett  |
| Ugrai Panna                                                                  | 50 m hát         | visszalépett | visszalépett | visszalépett | kiesett  | kiesett  | kiesett  | kiesett  | kiesett  |
| Ugrai Panna                                                                  | 100 m hát        | visszalépett | visszalépett | visszalépett | kiesett  | kiesett  | kiesett  | kiesett  | kiesett  |
| Ugrai Panna                                                                  | 200 m vegyes     | visszalépett | visszalépett | visszalépett | kiesett  | kiesett  | kiesett  | kiesett  | kiesett  |
| Varga Dominika                                                               | 50 m pillangó    | 26,69        | 3.           | 22.          | kiesett  | kiesett  | kiesett  | kiesett  | kiesett  |
| Vas Luca                                                                     | 800 m gyors      | 9:05,39      | 10.          | 24.          |          |          |          | kiesett  | kiesett  |
| Veres Laura                                                                  | 200 m gyors      | 2:00,06      | 7.           | 12.          | 1:59,50  | 5.       | 10.      | kiesett  | kiesett  |
| Verrasztó Evelyn                                                             | 100 m gyors      | visszalépett | visszalépett | visszalépett | kiesett  | kiesett  | kiesett  | kiesett  | kiesett  |
| Verrasztó Evelyn                                                             | 200 m gyors      | 2:00,69      | 6.           | 21.          | kiesett  | kiesett  | kiesett  | kiesett  | kiesett  |
| Gyurinovics Fanni Ugrai Panna Senánszky Petra Verrasztó Evelyn               | 4 × 100 m gyors  | 3:38,20      | 5.           | 8.           |          |          |          | 3:42,31  | 8.       |
| Jakabos Zsuzsanna Fábián Fanni Veres Laura Kapás Boglárka (Verrasztó Evelyn) | 4 × 200 m gyors  | 8:02,50      | 5.           | 6.           |          |          |          | 7:56,26  |          |
| Nyirádi Réka Halmai Petra Sebestyén Dalma Gyurinovics Fanni                  | 4 × 100 m vegyes | 4:04,14      | 5.           | 14.          |          |          |          | kiesett  | kiesett  |

Vegyes
| Versenyző                                                              | Versenyszám      | Előfutam | Előfutam | Előfutam | Elődöntő | Elődöntő | Elődöntő | Döntő   | Döntő    |
| Versenyző                                                              | Versenyszám      | Idő      | Hely.    | Össz.    | Idő      | Hely.    | Össz.    | Idő     | Helyezés |
| ---------------------------------------------------------------------- | ---------------- | -------- | -------- | -------- | -------- | -------- | -------- | ------- | -------- |
| Németh Nándor Bohus Richárd Senánszky Petra Gyurinovics Fanni          | 4 × 100 m gyors  | 3:28,00  | 2.       | 5.       |          |          |          | 3:26,27 | 5.       |
| Holló Balázs Zombori Gábor Veres Laura Fábián Fanni (Verrasztó Evelyn) | 4 × 200 m gyors  | 7:40,29  | 3.       | 5.       |          |          |          | 7:36,42 | 6.       |
| Bohus Richárd Sztankovics Anna Hatházi Dóra Holoda Péter               | 4 × 100 m vegyes | 3:52,21  | 7.       | 18.      |          |          |          | kiesett | kiesett  |

## Nyílt vízi úszás
Férfi
| Versenyző         | Versenyszám | Idő       | Helyezés |
| ----------------- | ----------- | --------- | -------- |
| Rasovszky Kristóf | 10 km       | 1:51:45,0 | 5.       |
| Rasovszky Kristóf | 5 km        | 55:47,3   | 4.       |
| Betlehem Dávid    | 5 km        | 56:00,4   | 12.      |
| Székelyi Dániel   | 5 km        | 57:01,0   | 17.      |
| Székelyi Dániel   | 10 km       | 1:52:04,7 | 11.      |
| Gálicz Péter      | 10 km       | 1:52:23,3 | 17.      |
| Gálicz Péter      | 25 km       | 4:37:32,7 | 8.       |
| Huszti Dávid      | 25 km       | 4:38:37,0 | 10.      |

Női
| Versenyző         | Versenyszám | Idő       | Helyezés |
| ----------------- | ----------- | --------- | -------- |
| Szimcsák Míra     | 5 km        | 1:00:47,9 | 14.      |
| Vas Luca          | 5 km        | 1:00:48,0 | 15.      |
| Vas Luca          | 25 km       | 4:59:59,5 | 8.       |
| Olasz Anna        | 25 km       | feladta   | feladta  |
| Olasz Anna        | 10 km       | 1:59:13,0 |          |
| Rohács Réka       | 10 km       | 1:59:33,2 | 10.      |
| Sömenek Onon Kata | 10 km       | 2:02:03,9 | 13.      |
| Sömenek Onon Kata | 25 km       | 4:55:01,8 | 4.       |

Csapat
| Versenyző                                               | Versenyszám | Idő     | Helyezés |
| ------------------------------------------------------- | ----------- | ------- | -------- |
| Betlehem Dávid Olasz Anna Rasovszky Kristóf Rohács Réka | Csapat      | 54:18,5 |          |

## Szinkronúszás
| Versenyző | Versenyszám            | Selejtező | Selejtező | Döntő   | Döntő   |
| Versenyző | Versenyszám            | Pont      | Hely      | Pont    | Hely    |
| --- | ---------------------- | --------- | --------- | ------- | ------- |
| Farkas Dóra Linda Gács Boglárka | Páros rövid program    |           |           | 75,3736 | 17.     |
| Farkas Dóra Linda Hungler Szabina Mercédesz | Páros szabad program   | 75,0667   | 17.       | kiesett | kiesett |
| Farkas Dóra Linda Gács Boglárka Götz Lilien Hatala Hanna Hungler Szabina Mercédesz Regényi Adelin Rényi Luca Szabó Anna Viktória                             | Csapat szabad program  |           |           | 77,4000 | 6.      |
| Barta Niké Csöppü Dalma Farkas Dóra Linda Gács Boglárka Götz Lilien Hatala Hanna Hungler Szabina Mercédesz Regényi Adelin Rényi Luca Szabó Anna Viktória     | Csapat kombinációs kűr |           |           | 78,7667 | 4.      |
| Barta Niké Csilling Katalin Farkas Dóra Linda Gács Boglárka Götz Lilien Hatala Hanna Hungler Szabina Mercédesz Regényi Adelin Rényi Luca Szabó Anna Viktória | Highlight kűr          |           |           | 79,1000 |         |

## Műugrás
férfi
| Versenyző   | Versenyszám | Selejtező | Selejtező | Döntő   | Döntő    |
| Versenyző   | Versenyszám | Pont      | Hely.     | Pont    | Helyezés |
| ----------- | ----------- | --------- | --------- | ------- | -------- |
| Bóta Botond | 1 m műugrás | 272,50    | 24.       | kiesett | kiesett  |
| Bóta Botond | 3 m műugrás | 344,90    | 20.       | kiesett | kiesett  |

női
| Versenyző               | Versenyszám  | Selejtező | Selejtező | Döntő   | Döntő    |
| Versenyző               | Versenyszám  | Pont      | Hely.     | Pont    | Helyezés |
| ----------------------- | ------------ | --------- | --------- | ------- | -------- |
| Kun Patrícia            | 1 m műugrás  | 172,35    | 29.       | kiesett | kiesett  |
| Kun Patrícia            | 3 m műugrás  | 184,70    | 26.       | kiesett | kiesett  |
| Sándor Petra            | 1 m műugrás  | 181,65    | 27.       | kiesett | kiesett  |
| Veisz Emma              | 3 m műugrás  | 178,25    | 27.       | kiesett | kiesett  |
| Sándor Petra Veisz Emma | 3 m szinkron |           |           | 219,18  | 6.       |

vegyescsapat
| Versenyző                                 | Versenyszám  | Selejtező | Selejtező | Döntő | Döntő    |
| Versenyző                                 | Versenyszám  | Pont      | Hely.     | Pont  | Helyezés |
| ----------------------------------------- | ------------ | --------- | --------- | ----- | -------- |
| Bóta Botond Szabó-Seri Lilla Kun Patrícia | vegyescsapat |           |           | 258   | 6.       |